# 莫南戈 (北达科他州)
莫南戈（英語：Monango），是美国北达科他州下属的一座城市。根据2010年美国人口普查，该市有人口36人。